# Юмбілла
Юмбілла (ісп. Catarata Yumbilla) — водоспад у Південній Америці в північній частині Перу, регіон Амазонас в середній частині басейну річки Уцумбамба . Є п'ятим за висотою у списку найвищих водоспадів світу. Водоспад Юмбілла розташований приблизно в 70 км на північ від міста Чачапояс , столиці департаменту Амазонас, і в 9 км на північний схід від міста Педро Руїс.

## Опис
Водопад  Юмбілла став відомим в усьому світі тільки наприкінці 2007 року. Хоча водоспад і високий, але об'єм води незначний.
Висота водоспаду була виміряна Національним географічним інститутом Перу за допомогою лазерного обладнання. Верхній край водоспаду розташований на висоті 2723,6 м над рівнем моря, а низ — на висоті 1828,1 м над рівнем моря. Отже, висота водоспаду — 895,5 м.
Водоспад розташований у двох екорегіонах: гірських чагарникових масивів та гірських лісів. В районі водоспаду можна зустріти очкового ведмедя,  шерстистий броненосець, носуха, колібрі-китицехвіст.